# 尼古洛·帕格尼尼音乐学院
尼古洛·帕格尼尼音乐学院或热那亚音乐学院 (義大利語: Conservatorio Niccolò Paganini) 是位于意大利利古里亚大区首府热那亚的一所国立音乐学院。以热那亚小提琴家尼古洛·帕格尼尼的名字命名。

## 历史
学校历史可以追溯到1829年12月12日，《热那亚公报》刊登了一则公告，宣布次年1月2日将开设一所免费歌唱学校。
学校的创办契约是一份由卡洛·费利切剧院的作曲家兼舞台监督安东尼奥·科斯塔和歌剧季节的承包商菲利普·格拉纳拉签署的私人文件。根据合同，承包商承诺在1830/31年季节聘用15名男学生和他们的一名教师，让他们穿着戏服作为合唱团演唱；如果演出的作品需要女声合唱和童声合唱，还将增加12名女学生和12名少年。学校最初位于一栋现已消失的"老房子"里，条件非常艰苦；没有音乐厅，实验(现在的学习成果展示)只能在菲耶诺胡同的古画院大厅举行。然而，从一开始，城市生活与学校之间就有着直接的联系，学习和实践活动的统一，与不断变化的品味和文化保持一致。
学校搬迁到了马斯凯罗纳山坡上的格拉齐耶修道院；修道院的建筑提供了用作教室的场所，还有一个带有管弦乐团围栏和可容纳150名合唱团的舞台的大厅；大厅装饰有利古里亚著名音乐家的肖像。有了一个宽敞的大厅，实验可以更频繁地进行，成为真正的公众音乐会；"特别是在剧院沉寂的时候"。1849年是最困难的一年之一:安东尼奥·科斯塔去世；萨伏伊王朝在诺瓦拉战役中失败，热那亚也遭到拉马莫拉部队的轰炸，共和独立主义者被镇压。音乐学校关闭了。
可能就在那时，人们意识到学校可以不仅仅是一个私人机构，而是整个城市的财富。12月的最后几天，市政府最终决定从科斯塔的继承人手中购买乐器、书籍和配备的物品，并在自己的直接管理下重新开放学校，将其命名为"市立音乐学院"。在古老的结构中，剧院承包商弗朗西斯科·桑吉内蒂仍然担任临时校长，等待艺术总监的任命程序完成；在C.A.甘比尼拒绝了这一提议，普拉西多·曼达尼奇短暂执政后，乔瓦尼·塞拉成为了艺术总监。
1866年，学院再次搬迁；这一次是在洛梅利尼大街的圣菲利波神父会的场所。1871年，就读的学生有102名；人数最多的是声乐班和女子钢琴班。随着塞拉的退休和去世，似乎许多人都渴望请威尔第担任名誉校长。然而，他总是拒绝这类职位和奉献。他在一年中寒冷的月份住在热那亚，那里的气候可能有助于妻子朱塞皮娜的健康；但他谨慎地远离所有官方事务。
经过大约十年的等待，学校管理权从经济事务处转移到公共教育处。同时，还为学生确定了"学费"，即入学费。现在可以看到一个重要的迹象，表明该学院在法律地位上与音乐学院看齐，并随后完全转变为音乐学院。图书馆最初是通过遗赠和捐赠建立起来的(其历史藏书的大部分可以追溯到1842年)，现在已经实现了现代化和重新编目。
因此，1930年颁布的非国立音乐学院与音乐学院看齐的规定发现，热那亚学院已经做好了准备，此前I.皮泽蒂已经进行了一次调查，随后由G.穆莱、A.塞拉托和另一位美术总局官员组成的委员会进行了视察。看齐地位于1933年4月20日的皇家法令第445号授予。自1904年起，该学院就以尼科洛·帕格尼尼的名字命名。当政教协议要求将教会财产归还给宗教团体时，洛梅利尼大街的校址不得不搬迁；新校址设在阿尔巴罗的拉焦别墅，那里也经历了战争和占领的悲惨岁月。
战后，和整个城市一样，学院遭受了轰炸的破坏和艰难的重建，暂时搬到了梅里迪亚纳宫，等待在邦布里尼别墅建立最终或至少是目前的校址。历任院长(L.科尔特塞、S.平塔库达、G.孔蒂利)、校长(E.巴卡雷达、D.阿库里)和教师们(由教授委员会代表:后来也担任院长的S.劳里切拉、M.鲁米内利、M.莫雷蒂和L.莫尔菲诺)继续努力，推动学院最终转变为音乐学院，这在1974年3月21日的第111号法律中实现了。